# Perranwell
 Perranwell – stacja kolejowa we wsi Perranarworthal, w hrabstwie Kornwalia. Stacja leży na linii kolejowej Maritime Line.

## Ruch pasażerski
Stacja obsługuje ok. 29 566 pasażerów rocznie (dane za rok 2021/2022) (dane ze sprzedaży biletów). Posiada połączenie z Truro, Falmouth Docks] linią Cornish Main Line. Serwis obsługiwany jest wahadłowo, w przybliżeniu co godzinę. Pociągi zatrzymują się na żądanie.